# Jaime Caicedo
Jaime Caicedo (Limones, provincia de Esmeraldas, 12 de noviembre de 1981) es un futbolista ecuatoriano. Juega de volante de marca y su actual equipo es Galácticos Fútbol Club de la Segunda Categoría de Ecuador.

## Trayectoria
A los 16 años salió de su tierra natal hacia Guayaquil para buscar un mejor futuro. En 1997 llegó a una academia que dirigía Dusan Draskovic. Con el profesor montenegrino estuvo alrededor de dos años y formó parte de Selección ecuatoriana en las categorías Sub-17 y 20. En 1999 disputó el Campeonato Sudamericano Sub-20 en Argentina. Durante ese torneo fue observado por dirigentes de Los Ángeles Galaxy y le propusieron que se vaya a probar, por lo que aceptó de inmediato.
En Estados Unidos estuvo seis meses, pero la persona con quien se contactó renunció al cargo, por eso no tuvo muchas oportunidades y tuvo que volver a Ecuador. Cuando regresó a su país, se unió al Emelec de Guayaquil, mediante contactos con el dirigente Omar Quintana. En el club guayaquileño debutó en Primera División en el año 2000. Salió campeón del fútbol ecuatoriano los dos siguientes y quedó vicecampeón de la Copa Merconorte 2001 al perder la final en penales ante el Millonarios de Bogotá.
En el 2004 fue cedido a préstamo al Audaz Octubrino que disputaba la Serie B. Luego de culminar su contrato con el Audaz Octubrino retornó a Emelec y a mediados del 2005 se fue al Santa Rita de la Serie B. Todo el 2008 jugó en el Deportivo Azogues y en el 2009 se unió al River Plate guayaquileño de la Segunda Categoría.

## Clubes
| Club                    | País    | Año       |
| ----------------------- | ------- | --------- |
| Emelec                  | Ecuador | 2000-2004 |
| Audaz Octubrino         | Ecuador | 2004      |
| Emelec                  | Ecuador | 2005      |
| Santa Rita              | Ecuador | 2005      |
| Emelec                  | Ecuador | 2006-2007 |
| Deportivo Azogues       | Ecuador | 2008      |
| River Plate Ecuador     | Ecuador | 2009      |
| Huaquillas Fútbol Club  | Ecuador | 2010      |
| Independiente del Valle | Ecuador | 2010-2011 |
| Liga de Portoviejo      | Ecuador | 2011      |
| Deportivo Quevedo       | Ecuador | 2012      |
| Delfín SC               | Ecuador | 2013-2014 |
| Esmeraldas Petrolero    | Ecuador | 2015      |
| Galácticos Fútbol Club  | Ecuador | 2016-     |

## Palmarés

### Campeonatos nacionales
| Título             | Club      | País    | Año  |
| ------------------ | --------- | ------- | ---- |
| Serie A de Ecuador | Emelec    | Ecuador | 2001 |
| Serie A de Ecuador | Emelec    | Ecuador | 2002 |
| Segunda Categoría  | Delfín SC | Ecuador | 2013 |